# Partido Liberal de Pernambuco
O Partido Liberal de Pernambuco foi um partido político brasileiro, fundado em 1933
Entre os membros mais famosos do partido, estavam Aniceto Ribeirão Varejão, o general Marcos Evangelista da Costa Vilela Júnior e João Pais de Carvalho Barros, que viria a presidir o Tribunal Regional Eleitoral de Pernambuco entre 1945 e 1946.
Nas eleições para a Assembleia Nacional Constituinte de 1934, o partido apresentou várias candidaturas de oposição a Carlos de Lima Cavalcanti, então interventor federal de Pernambuco, e teria recebido inclusive apoio do interventor do Rio Grande do Sul, José Antônio Flores da Cunha. Porém, o PLPE não conseguiu eleger nenhum candidato.
Com a decretação do Estado Novo, o partido foi dissolvido, assim como os demais partidos políticos brasileiros na época.